# Bamboula

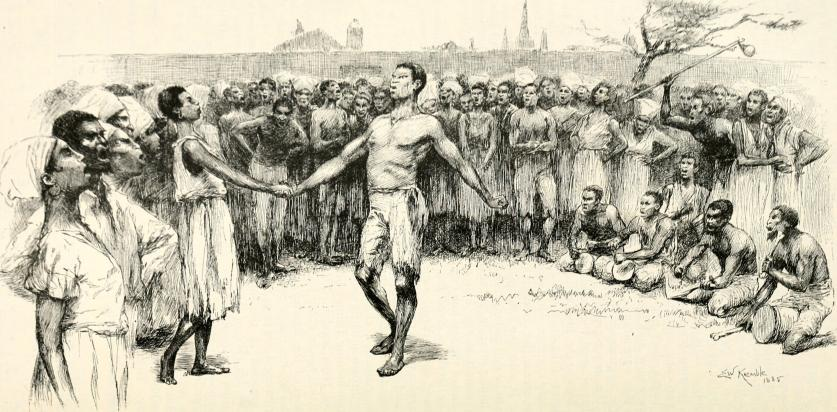
La danse de la Bamboula, place Congo à La Nouvelle-Orléans, représentée par E. W. Kemble en 1886 dans son dessin Dancing in Congo Square.

La bamboula est une danse effectuée au son d'une variété de tambour africain, le bamboula, instrument à percussion dont elle tient son nom.
Par extension, bamboula est également utilisé en argot pour désigner un tirailleur sénégalais ou une personne noire, avec une connotation fortement raciste proche de celle du terme « nègre ».

## Étymologie
Le terme est dérivé des mots du sarar et du bꞷla (langues parlées en Guinée portugaise) ka-mombuloñ et kam-bumbulu qui signifient tambour,,,.

## Danses

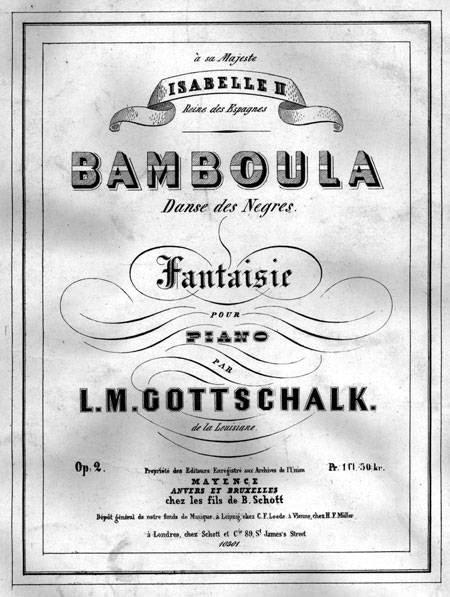
Affiche pour interprétation de la Bamboula par le franco-louisianais Louis Moreau Gottschalk.

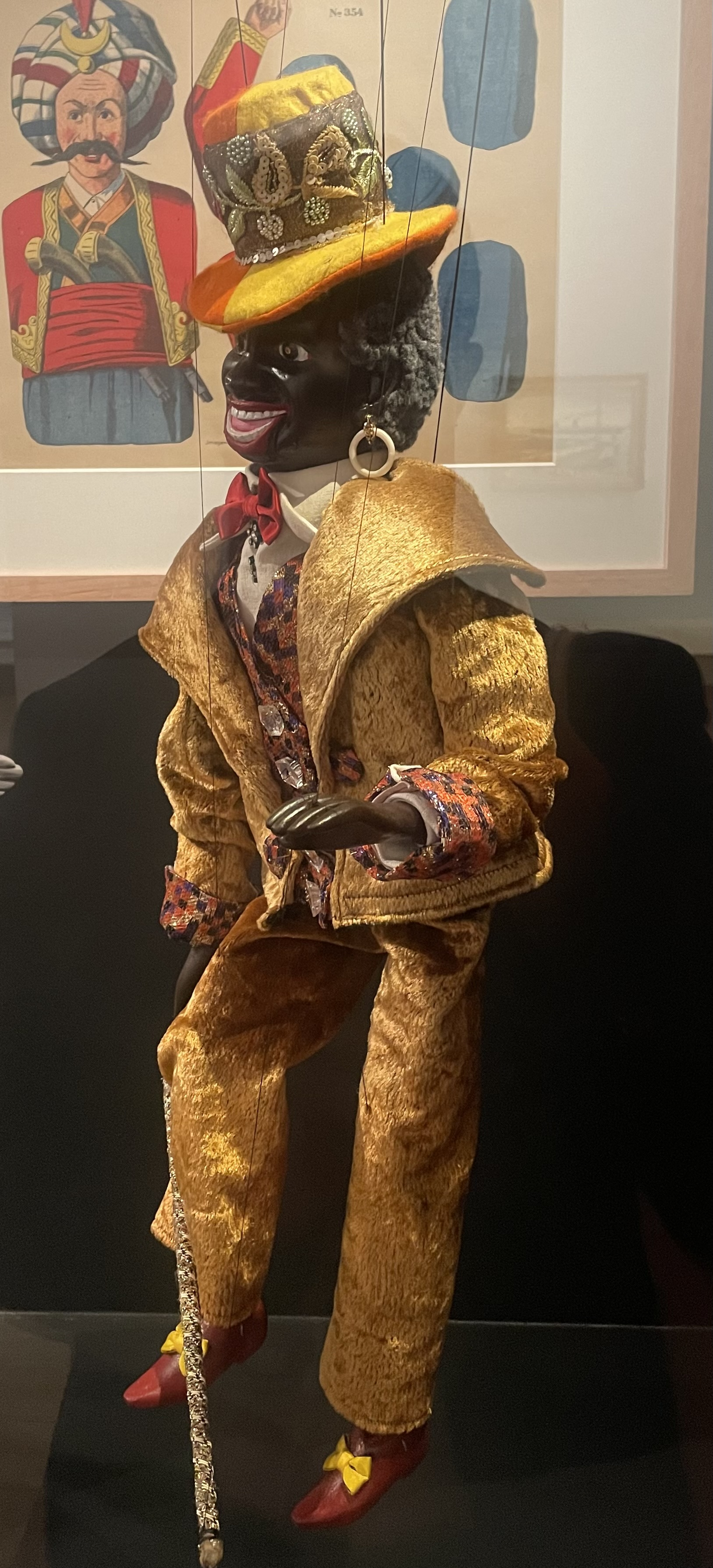
Marionnette raciste « Monsieur Bamboula, danseur de cake-walk » (début XXe siècle), musée de l'Histoire de l'immigration à Paris.

La forme bamboula apparaît dans une chanson haïtienne en 1757 et la bamboula devient une danse syncopée exécutée au rythme de ce tambour lors des fêtes et cérémonies à Haïti. Cette danse sera importée aux États-Unis, via la Louisiane, par les Africains déportés à La Nouvelle-Orléans au cours du XVIIIe siècle dans le commerce triangulaire, puis avec l'arrivée d'esclaves noirs déplacés par les colons français de l'île de Saint-Domingue vers la Louisiane, notamment après la Révolution haïtienne. Les esclaves se retrouvaient sur Congo Square, à la lisière du quartier du Vieux carré français de La Nouvelle-Orléans, pour danser la bamboula.
En 1848, en Louisiane, le tout premier succès swing, composé par Louis Moreau Gottschalk (né à La Nouvelle-Orléans mais originaire de Saint-Domingue par sa mère) est intitulé Bamboula (en).
Au tournant des années 1913 et 1914, l'administration coloniale du Congo belge interdit la danse traditionnelle de bamboula, sous la justification qu'elle serait « un obstacle insurmontable aux bienfaits de la civilisation » et « à tous les efforts civilisateurs » ; elle s'opposerait « à l'accession des populations indigènes au niveau intellectuel et moral auquel la Belgique a entrepris de les élever ». La bamboula est alors considérée par l'administration coloniale comme ayant acquis au fil des siècles un « caractère sacré » et « l'aspect avantageux d'un sacrifice rituel » aux yeux des indigènes.

## Racisme
L'utilisation du mot comme injure raciste envers des personnes noires en France métropolitaine est attesté dès les années 1880. Pour Marie Treps, « Le terme a beaucoup été utilisé au moment des grandes expositions coloniales. Il flatte le paternalisme du colon. Derrière le terme « bamboula », il y a l'idée que les Noirs sont des grands enfants qu'il faut civiliser. Et finalement, ce qui est commode à l'époque c'est que l'être humain disparaît derrière sa caricature. Ainsi, en 1914, ce ne sont pas des humains que l'on envoie au front se faire tuer, seulement des « bamboulas ». On occulte la violence qui est faite à une population. »
Le terme est également utilisé argotiquement pour désigner un tirailleur sénégalais ou plus généralement une personne noire, avec une connotation dégradante proche de celle du terme « nègre ». Dans l'ouvrage Maudits mots, la fabrique des insultes racistes, de la linguiste Marie Treps, bamboula, serait issu de ka-mombulon et kam-bumbulu, qui signifient « tambour » dans les langues sara et bola parlées en Guinée portugaise. En 1714, en Côte d'Ivoire, le mot a pris le genre féminin, et désigne cette fois une « danse de nègres ». « Il est déjà connoté négativement puisqu'il est associé au « nègre », à l'esclave noir, à un moment où la traite est en pleine expansion », précise l'auteur.
Ensuite, rappelle Treps, « au XIXe siècle, dans un contexte colonial, « bamboula » en vient à désigner toute danse de caractère violent et primitif, et, par l'intermédiaire des tirailleurs algériens, il devient un synonyme argotique de « fête » entre 1914 et 1918 avec l'expression « faire la bamboula ». « Bamboulas » finit par désigner les Africains. »
En 1914, lors de la Première Guerre mondiale avec l'arrivée des tirailleurs sénégalais sur le front, le terme se charge encore plus négativement. « Le mot renvoie alors à une imagerie alliant sauvagerie, cannibalisme, sexualité animale et rire, naïveté enfantine supposée des soldats noirs », souligne Marie Treps. On retrouve ceci dans des caricatures du magazine français L'Illustration, alors abondamment diffusé. Le tirailleur sénégalais, personnage à la fois violent et amusant dans les dessins de l'époque, menace par exemple les soldats allemands de sodomie.

## Sens dérivés
- « Faire la bamboula » signifie en français « faire la fête »[1].
- « Bamboula » est aussi devenu une insulte raciste pour désigner les personnes noires[12],[13],[14].

## Biscuit et zoo humain

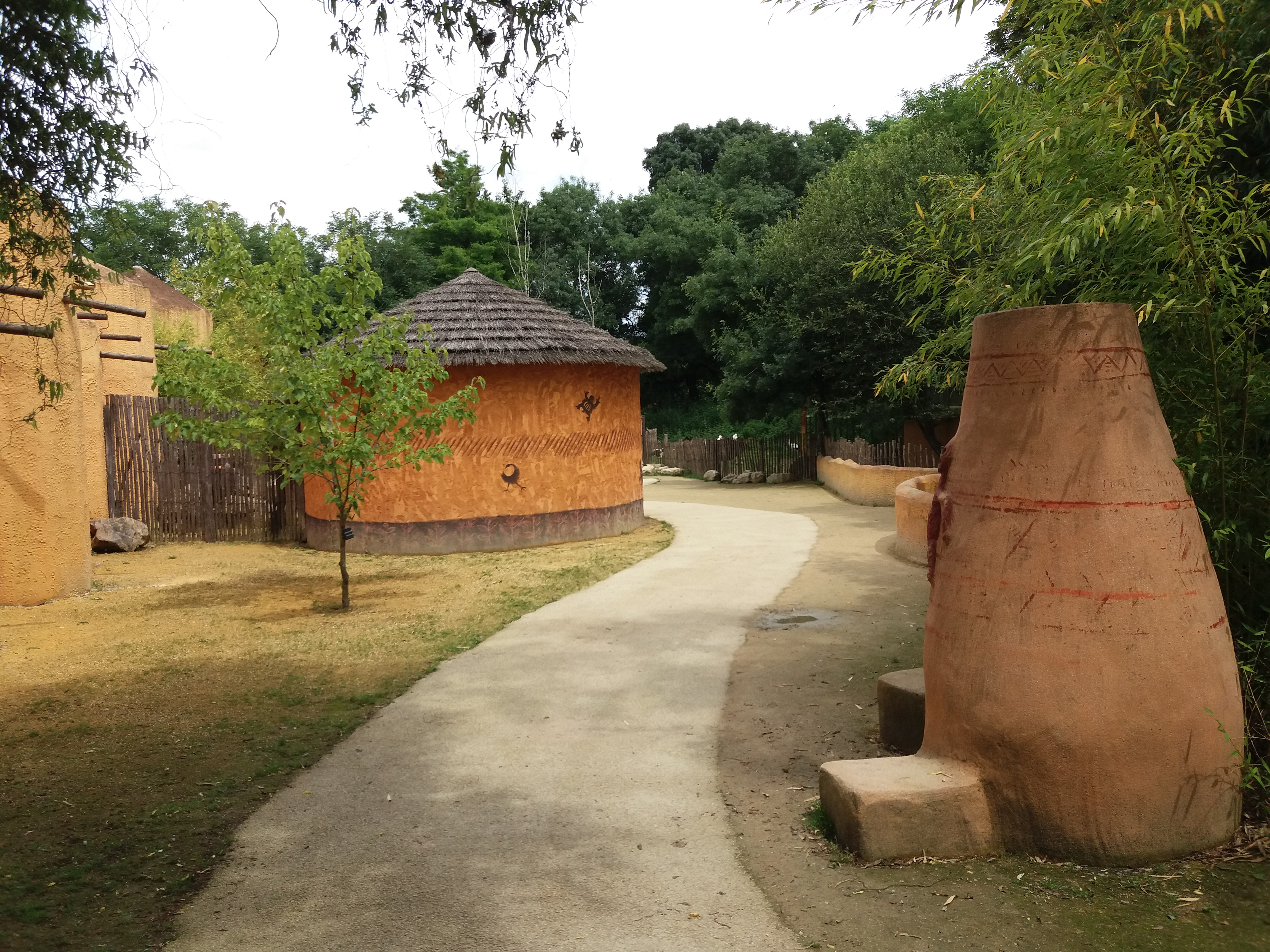
Le village de Kirikou, qui a remplacé le village de Bamboula.

Bamboula était aussi une marque de biscuits au chocolat vendue en France par la biscuiterie Saint-Michel, qui avait pour mascotte un petit garçon noir vivant dans un monde imaginaire appelé Bambouland peuplé de fées et de trolls, une parodie d'Astérix qui se proposait en bande-dessinée à l'intérieur de chaque paquet. Cette marque a disparu au début des années 1990 à la suite d'une polémique déclenchée à cause de la maladresse de l'équipe marketing chargée de ce produit et à la suite des plaintes qui débouchent en mai 1994 sur un constat d'atteinte à la dignité humaine. En effet, la marque sponsorise à Port-Saint-Père (Loire-Atlantique), au parc Safari africain, un Village de Bamboula qui évoque les zoos humains. Le parc se voulait un village de Côte d'Ivoire avec des « figurants » en tenue traditionnelle, dont le contrat de travail spécifiait notamment qu'ils et elles devaient être torses nus quand la température le permettait.
Cette affaire peut être rapprochée de celles concernant L'ami Y'a bon, de la poudre chocolatée Banania, mais aussi du dessert lacté Créola de Chambourcy, marques et logotypes qui ont dû être abandonnés par les entreprises les exploitant. Au Royaume-Uni, en 2001, la marque de confiture Robertson's (en) a dû changer sa mascotte qui représentait un petit homme noir appelé Golly pour des personnages conçus par Roald Dahl.

## Bande dessinée
Les Aventures de Bamboula sont une série de bande dessinée de Mat (1895–1982), nourrie de clichés coloniaux, publiée dans les années 1950 aux éditions Rouff. En 2018, les éditions de Varly, petit éditeur spécialisé dans les rééditions d'albums anciens ou dans le domaine public, renoncent à le rééditer devant les protestations de personnalités comme le producteur radio Claudy Siar,,.